# Copa Ciudad Viña del Mar 1993
La Copa Ciudad Viña del Mar 1993 fue la 6º edición del torneo amistoso de fútbol Copa Ciudad Viña del Mar. Se disputó a fines de enero de 1993 y participaron los equipos chilenos: Everton, Cobreloa, Santiago Wanderers y el extranjero Slovan Bratislava de Eslovaquia
En la primera ronda, el 29 de enero, se enfrentaron Cobreloa y Slovan Bratislava, resultando ganador el cuadro loíno en definición a penales, clasificando a la final junto a Everton, que venció por 2-1 a Santiago Wanderers.
El 31 de enero se disputó la final entre Everton y Cobreloa, ganando el título de campeón el equipo viñamarino por primera vez desde la instauración de la Copa Ciudad Viña del Mar, mientras que el tercer lugar fue obtenido por Slovan Bratislava, que venció por 4-1 con Santiago Wanderers. 

## Datos de los equipos participantes
| Equipo             | Calidad                                                                   |
| ------------------ | ------------------------------------------------------------------------- |
| Everton            | Anfitrión y decimotercer lugar la Primera División de Chile 1992          |
| Cobreloa           | Invitado y campeón de la Primera División de Chile 1992                   |
| Santiago Wanderers | Invitado y decimoprimer lugar de la Primera División B 1992               |
| Slovan Bratislava  | Invitado y campeón de la Liga checoslovaca de fútbol temporada 1991-1992. |

### Modalidad
El torneo se jugó dos fechas, bajo el sistema de eliminación directa, así el tercer y cuarto lugar lo definen los equipos que resultaron perdedores en la primera fecha y la final enfrenta a los dos equipos ganadores de la primera fecha, resultando campeón aquel equipo que ganó sus dos partidos. En caso de empate se define mediante lanzamientos penales.

## Desarrollo

### Primera fase
| Copa Ciudad Viña del Mar 1993 Primera fase; 29 de enero de 1993 | Cobreloa               | 1:1 (1:0) | Slovan Bratislava | Estadio Sausalito, Viña del Mar (Chile)                  |                                                          |
|                                                                 | Ramón Pérez 35' (pen.) |           | Erik Chytil 50'   | Asistencia: 6.212 espectadores Árbitro(s): Mario Sánchez | Asistencia: 6.212 espectadores Árbitro(s): Mario Sánchez |
| Clasifica Cobreloa que gana la definición a penales: 5-4        |                        |           |                   |                                                          |                                                          |

| Copa Ciudad Viña del Mar 1993 Primera fase; 29 de enero de 1993 | Everton                                          | 2:1 (1:0) | Santiago Wanderers | Estadio Sausalito, Viña del Mar (Chile)                   |                                                           |
|                                                                 | Juan Carlos Kopriva 20' · Rolando Santelices 90' |           | Ovelar 61' (pen.)  | Asistencia: 6.212 espectadores Árbitro(s): Guillermo Jara | Asistencia: 6.212 espectadores Árbitro(s): Guillermo Jara |

### Tercer lugar
| Copa Ciudad Viña del Mar 1993 Tercer lugar; 31 de enero de 1993 | Santiago Wanderers  | 1:4 | Slovan Bratislava             | Estadio Sausalito, Viña del Mar (Chile) |                                |
|                                                                 | Jorge L Pérez V 60' |     | Dobrvozki 4' · Dibiscke 28' · | Asistencia: 3.612 espectadores          | Asistencia: 3.612 espectadores |

### Final
| Copa Ciudad Viña del Mar 1993 Final; 31 de enero de 1993              | Everton                                        | 2:2 (0:0) | Cobreloa                                         | Estadio Sausalito, Viña del Mar (Chile)                   |                                                           |
|                                                                       | Guillermo Carreño 55' · Rolando Santelices 83' |           | Pedro González 63' (pen.) · Norberto Retamar 88' | Asistencia: 3.612 espectadores Árbitro(s): Néstor Mondría | Asistencia: 3.612 espectadores Árbitro(s): Néstor Mondría |
| Campeón Everton que gana al imponerse en la definición a penales: 5-4 |                                                |           |                                                  |                                                           |                                                           |

## Campeón
| Chile   |
| Everton |